# In silico
In silico é uma expressão usada no âmbito da simulação computacional e áreas correlatas para indicar algo ocorrido "em ou através de uma simulação computacional". A expressão foi cunhada a partir das expressões latinas in vivo e in vitro, frequentemente usadas na Biologia. In silico é, originalmente, usada apenas para denotar simulações computacionais que modelam um processo natural ou de laboratório e não para cálculos computacionais genéricos.
Entretanto, in silico não significa absolutamente nada em latim. Tentou-se brevemente usar a expressão latina correta, in silicio, porém, in silico tornou-se praticamente universal, aparecendo até no título do periódico In Silico Biology .

## História
A expresão in silico parece ter sido usada publicamente pela primeira vez em 1989 no workshop "Autômatos Celulares: Teoria e Aplicações", em Los Alamos (EUA).
In silico também foi usada em artigos sobre a criação de programas de genomas bacteriais pela Comissão da Comunidade Européia, ocorrendo pela primeira vez em um artigo escrito por uma equipe francesa em 1991.
Pedro Miramontes, um matemático, usou a expressão em algumas palestras e posteriormente em sua tese de doutorado em 1992.